# Pierre à la Croix
La Pierre à la Croix, appelée aussi Croix du Curé, est un menhir situé sur la commune de Voulx dans le département de Seine-et-Marne.

## Description
Le menhir est un petit bloc (1,50 m de hauteur) en grès de Fontainebleau  de section ovalaire (entre 0,90 m et 1 m de largeur). Sa forme générale n'est pas sans rappeler celle d'un bétyle. Il comporte trois croix gravées et l'inscription « 1842 P. » sur le sommet ainsi qu'un motif sub-circulaire sur sa face ouest, obtenu par piquetage, visible uniquement en lumière rasante. Les croix correspondent vraisemblablement à une christianisation mais le motif sub-circulaire semble plus ancien.